# 키무라 타에
키무라 타에(木村 多江, 1971년 3월 16일 ~ )는 일본의 배우이다. 도쿄도 고토구 출신이며, 소속사는 유고사무소이다.
드라마 《링: 최종장》과 《라센》에서 사다코 역을 맡으며 주목받았고, 이후 《구명병동 24시》, 《하얀 거탑》, 《오오쿠》, 《나를 둘러싼 것들》, 《제로 포커스》 등에 출연했다. 그동안 맡은 배역 때문에, ‘박복한 미인’이나 ‘일본에서 불행한 역이 가장 잘어울리는 여배우’라고도 불린다.
첫 주연 영화 《나를 둘러싼 것들》로 일본 아카데미상 최우수 여우주연상, 블루리본상 여우주연상, 다카시키 영화상 최우수 여우주연상 등을 수상했다.

## 출연

### 드라마
| 연도   | 제목                                            | 역할                                 | 비고                                          |
| ------ | ----------------------------------------------- | ------------------------------------ | --------------------------------------------- |
| 1999년 | 링: 최종장                                      | 야마무라 시즈코 야마무라 사다코(2역) |                                               |
| 1999년 | 반항하지마 드라마 스페셜                        |                                      |                                               |
| 1999년 | 라센                                            | 야마무라 사다코                      |                                               |
| 1999년 | 얼음의 세계                                     |                                      |                                               |
| 2001년 | 카바치타레!                                     | 온천여관의 여자                      | 1화 게스트                                    |
| 2001년 | 여자 아나운서                                   |                                      |                                               |
| 2001년 | 구명병동 24시: 2기                              | 야마시로 사에코                      |                                               |
| 2001년 | 수요일의 정사                                   |                                      |                                               |
| 2001년 | 안녕, 오즈 선생                                 |                                      |                                               |
| 2002년 | 체포하겠어                                      | 온천여관 직원                        | 5화                                           |
| 2009년 | 구로베의 태양                                   |                                      |                                               |
| 2009년 | 마쓰모토 세이초 탄생 100주년 기념 작품 《역로》 |                                      |                                               |
| 2009년 | 미스터 브레인                                   |                                      | 제4화, 5화 게스트                             |
| 2009년 | 구명병동 24시: 4기                              | 야마시로 사에코                      |                                               |
| 2010년 | 구명병동 24시: 2010 스페셜                      | 야마시로 사에코                      |                                               |
| 2010년 | 체이스: 국세사찰관                              |                                      |                                               |
| 2010년 | 호타루의 빛2                                    |                                      |                                               |
| 2010년 | 왜 당신은 절망과 싸웠는가                       |                                      |                                               |
| 2010년 | 이틀연속 마쓰모토 세이초 스페셜: 구형의 황야    |                                      |                                               |
| 2011   | 레이디: 최후의 범죄 프로파일러                  |                                      |                                               |
| 2011   | 고발: 국선변호인                                |                                      |                                               |
| 2011   | 남극대륙                                        |                                      |                                               |
| 2011   | 그, 남편, 남자친구들                            |                                      |                                               |
| 2012년 | 스트로베리 나이트                               | 하루카와 미츠요                      | 드라마 레전드 및 연속 드라마판 제7,8화 게스트 |
| 2012년 | 타이라노 키요모리                               | 호토케고젠                           |                                               |

### 영화
| 연도   | 제목              | 역할        | 비고 |
| ------ | ----------------- | ----------- | ---- |
| 1997년 | 비밀의 화원       |             |      |
| 1998년 | 춤추는 대수사선   | 간호사      |      |
| 1999년 | 원더풀 라이프     |             |      |
| 1999년 | 최면              |             |      |
| 2004년 | 하나와 앨리스     |             |      |
| 2004년 | 서바이벌 스타일5+ |             |      |
| 2004년 | 감염              |             |      |
| 2004년 | 웃음의 대학       |             |      |
| 2005년 | 우리개 이야기     |             |      |
| 2005년 | 전차남            | 미치코      |      |
| 2006년 | 일본 침몰         |             |      |
| 2006년 | 오오쿠            |             |      |
| 2007년 | 괴담              |             |      |
| 2008년 | 나를 둘러싼 것들  | 사토 쇼코   | 주연 |
| 2009년 | 지지 않는 태양    |             |      |
| 2009년 | 제로 포커스       |             |      |
| 2010년 | 도쿄 도           |             |      |
| 2011년 | 이걸로 됐어!!     |             |      |
| 2020년 | 한번 죽어 봤다    | 기무라 타에 | 조연 |

## 수상
《나를 둘러싼 것들》
- 제23회 다카사키 영화제 - 최우수 여우주연상
- 제51회 블루리본상 - 여우주연상
- 제4회 오사카 시네마 페스티벌 - 여우주연상
- 제13회 일본 인터넷 영화 대상 - 여우주연상
- 제18회 도쿄 스포츠 영화 대상 - 여우주연상
- 제32회 일본 아카데미상 - 최우수 여우주연상
- 제63회 일본방송영화예술대상 - 최우수 여우주연상